# Затока Фанді
Затока Фа́нді (англ. Bay of Fundy, фр. Baie de Fundy) — затока на атлантичному узбережжі Північної Америки, на північно-східному кінці Менської затоки між канадськими провінціями Нью-Брансвік і Нова Шотландія, невелика частина затоки також омиває американський штат Мен.
Затока Фанді відома за рекордну висоту припливів (до 18 м), вона розділяє світовий рекорд із затокою Унгава на півночі провінції Квебек. Вважається, що назва «Фанді» (Fundy) походить від назви, даної затоці португальськими дослідниками XVI століття, Rio Fundo — «глибока річка».
Бухта була названа Baie François — «французька затока» дослідником і картографом Самюелем де Шампленом протягом експедиції 1604 року під керівництвом П'єра Дюґуа, коли була зроблена невдала спроба створити поселення на острові Сент-Круа.
Рекордна відмітка рівня води, до речі, була зафіксовано в ніч з 4 на 5 жовтня 1869 року в басейні Мінас. Рівень води піднявся на висоту 20,6 метра під час тропічного циклону Saxby Gale.
У затоку впадають річки Сент-Круа та Сент-Джон.

## Галерея

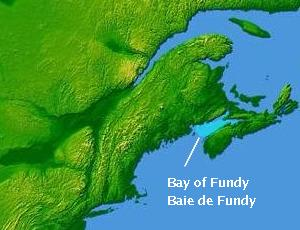
Затока Фанді на мапі східного узбережжя Північної Америки
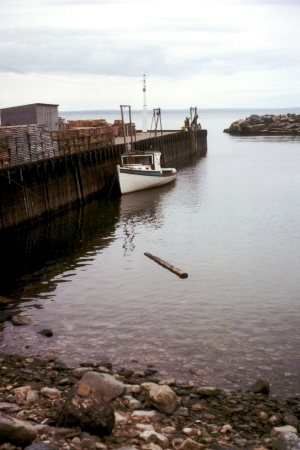
Затока Фанді під час припливу
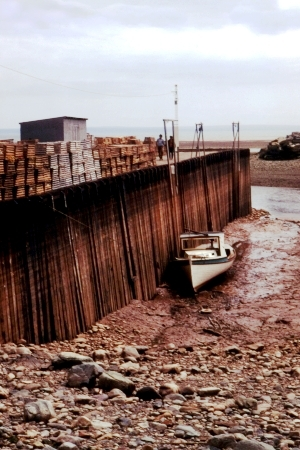
Затока Фанді під час відпливу